# NGC 5983
NGC 5983 (другие обозначения — UGC 9983, MCG 1-40-12, ZWG 50.79, NPM1G +08.0415, PGC 55845) — эллиптическая галактика (E) в созвездии Змея.
Этот объект входит в число перечисленных в оригинальной редакции «Нового общего каталога».